# Trần Đức Thảo
Trần Đức Thảo (Bắc Ninh, 26 settembre 1917 – Parigi, 24 aprile 1993) è stato un filosofo vietnamita. I suoi scritti, redatti principalmente in francese, hanno tentato di unire fenomenologia e marxismo. Tali lavori, di una certa popolarità in Francia tra gli anni cinquanta e sessanta, sono stati favorevolmente considerati da Jacques Derrida, Jean-François Lyotard e Louis Althusser.

## Biografia

### Gli studi in Francia
Trần Đức Thảo nacque ad Hanoi, in Indocina francese, dove conseguì gli studi sino a conseguire il suo baccalauréat a diciassette anni. Nel 1936 si trasferì in Francia per proseguire i suoi studi, diventando uno studente di Maurice Merleau-Ponty presso l'École Normale Supérieure, dove scrisse la dissertazione per il diplôme d’études supérieures su Hegel. Nel 1943 completò la sua agrégation con una tesi sulla fenomenologia di Edmund Husserl. Durante gli anni quaranta lavorò al suo primo libro, Fenomenologia e materialismo dialettico, nel quale sosteneva la tesi secondo cui i difetti della descrizione fenomenologica della coscienza potevano essere risolti solamente ricorrendo all'analisi marxista del lavoro e della società. Negli anni quaranta e cinquanta le idee di Trần Đức Thảo raccolsero una considerazione notevole all'interno dei circoli filosofici francesi d'élite. Allo stesso tempo Trần Đức Thảo divenne un attivo anticolonialista, pubblicando articoli sulla rivista Les Temps Modernes diretta da Jean-Paul Sartre e Merleau-Ponty, articoli che vennero letti e apprezzati da Frantz Fanon e dagli altri anticolonialisti. Tra l'ottobre e il dicembre 1945, Trần Đức Thảo fu incarcerato dal governo francese dietro l'accusa di costituire una minaccia alla sicurezza.

### Il ritorno in Vietnam
Fenomenologia e materialismo dialettico venne pubblicato nel 1951. Nello stesso anno Trần Đức Thảo tornò in Vietnam, dove incominciò a lavorare a sostegno del Partito Comunista Vietnamita. Nel 1956 fu nominato "Decano di Storia" nella prima università nazionale del Paese.
Successivamente egli assunse un atteggiamento critico nei confronti del Partito, in seguito alle riforme terriere che avevano condotto a numerose morti nel 1956. Il filosofo vietnamita fu coinvolto anche nel cosiddetto "affare Nhân Văn-Giai Phẩm", in seguito al quale gli intellettuali dissidenti di fine anni cinquanta furono criticati o puniti pubblicamente. Sebbene Trần Đức Thảo non sia mai stato incarcerato, egli si ritrovò relegato ai margini della vita culturale vietnamita, pubblicando due autocritiche su Nhân Dân e lasciando la propria posizione nel 1958. Nessuna delle sue opere fu pubblicata nel suo paese d'origine tra il 1965 al 1987.

### Gli ultimi anni
Per i successivi trent'anni Trần Đức Thảo mantenne un profilo molto basso, lavorando nelle province rurali come traduttore di testi filosofici in vietnamita e preparando il suo libro Recherches sur l'origine du langage et de la conscience. Questo scritto, pubblicato in Francia nel 1973, conciliava resoconti materialistici biologici e cognitivi riguardanti la soggettività e la coscienza con la narrazione di stampo marxista da lui elaborata in precedenza. Nel clima politico liberalizzato degli anni ottanta fu in grado di ritornare in Francia per usufruire di cure mediche, avendo modo anche di incontrare nuovamente molti dei suoi vecchi colleghi di studi, sebbene vivesse in povertà in un appartamento ubicato presso l'ambasciata vietnamita. Morì a Parigi nel 1993 e fu cremato nel cimitero di Père-Lachaise.

## Opere

### Libri
- (FR) Trần Đức Thảo, Phénoménologie et matérialisme dialectique, Paris, Minh-Tan, 1951.
- (FR) Trần Đức Thảo, Recherches sur l'origine du langage et de la conscience, Paris, Éditions Sociales, 1973.

### Traduzioni italiane
- Trần Đức Thảo, Fenomenologia e materialismo dialettico, traduzione di Roberta Tomassini, Milano, Lampugnani Nigri, 1970.
- Trần Đức Thảo, La dialettica materialista della coscienza, a cura di Jacopo D'Alonzo, Roma, Castelvecchi, 2019.
- Tran Duc Thao, Ricerche sull'origine del linguaggio e della coscienza, a cura di Jacopo D'Alonzo e Andrea D'Urso, Sesto San Giovanni, Mimesis, 2020.